# Kiang West
Kiang West är ett distrikt i Gambia. Det ligger i regionen Lower River, i den västra delen av landet, 60 km öster om huvudstaden Banjul. Antalet invånare var 14 990 vid folkräkningen 2013. De största orterna då var Keneba, Nioro Jataba, Jifarong och Jali.